# اتل لین
اتل لین (انگلیسی: Ethel Lynne؛ ۲۵ فوریه ۱۸۹۷ – ۳۱ ژوئیه ۱۹۷۶) بازیگر اهل ایالات متحده آمریکا بود.
از فیلم‌هایی که وی در آن‌ها نقش داشته‌است، می‌توان به عروس و دلتنگی، شب عروسی‌اش و در کنار امواج غم‌زده دریا اشاره نمود.